# Ольшанка (Одесская область)
Ольшанка (укр. Вільшанка) — село, относится к Савранскому району Одесской области Украины.
Население по переписи 2001 года составляло 990 человек. Почтовый индекс — 66221. Телефонный код — 4865. Занимает площадь 3,45 км². Код КОАТУУ — 5124382701.